# Верхньокриничанська сільська рада
| Верхньокриничанська сільська рада — колишній орган місцевого самоврядування у Василівському районі Запорізької області з адміністративним центром у с. Верхня Криниця. Сільській раді були підпорядковані населені пункти: - с. Верхня Криниця |

## Склад ради
Рада складалася з 14 депутатів та голови.

## Керівний склад сільської ради
| ПІБ                          | Основні відомості                                                                       | Дата обрання | Дата звільнення |
| ---------------------------- | --------------------------------------------------------------------------------------- | ------------ | --------------- |
| Соколов Олександр Степанович | Сільський голова, 1949 року народження, освіта вища, безпартійний                       | 26.03.2006   | 29.10.2010      |
| Саєнко Валентина Петрівна    | Сільський голова, 1954 року народження, освіта середня спеціальна, член Партії регіонів | 12.11.2010   | 26.11.2015      |

ПІБ !!Основні відомості !! Дата обрання !! Дата звільнення
|- bgcolor="#FFFFE8"
| Яворський Сергій Веніамінович
| Сільський голова, 1975 року народження, освіта вища, безпартійний
| align=center| 26.11.2015
| align=center|
Примітка: таблиця складена за даними джерела